# 绿眼报春
绿眼报春（学名：Primula euosma）为报春花科报春花属下的一个种。

## 扩展阅读
- 維基物種上的相關：绿眼报春